# SES S.A.
SES S.A. is een beursgenoteerd bedrijf in Luxemburg en aan de Euronext in Parijs als SESG. SES staat voor Société Européenne des Satellites en werd opgericht in maart 1985. Op 9 november 2001 is SES Global S.A. ontstaan na de overname van GE Americom. Hierdoor is het nu wereldwijd de grootste commerciële satelliet exploitant.

## Activiteiten
Het concern biedt diensten aan op het gebied van verspreiding van televisiezenders, radiostations, data-overdracht, telefonie en toegang tot internet via diverse satellieten. SES S.A. is de overkoepelende organisatie van SES Astra in Europa; SES Americom in de Verenigde Staten; en New Skies Satellites in Afrika, Zuid-Amerika, het Midden-Oosten en een deel van Azië. Ook bezit het concern aandelen in Ciel (70%) in Canada en Quetzsat (49%) in Mexico. SES S.A., eerder SES Global, beheert wereldwijd een park van 47 satellieten.

### O3b satellietennetwerk
O3b is de naam van het commerciële communicatiesatellietennetwerk van het Britse bedrijf O3b Networks, dat tot de SES-groep behoort. Met deze satellietenconstellatie werd beoogd internettoegang en telecommunicatiediensten te bieden aan de 3 miljard mensen in structureel zwakke gebieden van de wereld (vandaar de benaming O3b, “the other 3 billion”, de andere 3 miljard). Het project ging in december 2011 van start, de eerste lanceringen gebeurden op 25 juni 2013; van 2014 tot 2019 volgden nog meerdere lanceringen.

### Overname GES
In maart 2022 nam SES de satelliet communicatie activiteiten van GES over. Verkoper Leonardo ontvangt hiervoor US$ 450 miljoen. GES levert deze diensten wereldwijd en is de grootste aanbieder van deze vorm van communicatie aan de Amerikaanse overheid. Na toestemming van de toezichthouders werd de transactie in augustus 2022 afgerond.

### IRIS²-constellatie
SES is een van de leidende bedrijven in SpaceRISE die de IRIS²-constellatie gaan uitbaten. 

## Overname Intelsat
In april 2024 kondigde SES aan dat het concurrent Intelsat zou opkopen voor 3,5 miljard euro. Na goedkeuring door de raad van bestuur van beide partijen, de Britse Competition and Markets Authority en de Europese Commissie was het in juni 2025 nog wachten op de Amerikaanse Federal Communications Commission en Department of Justice voor de fusie kan uitgevoerd worden.
Aperam · ArcelorMittal · Brederode · Luxempart · Reinet Investments · RTL Group · SES · Socfinaf · Socfinasia
- Gemeinsame Normdatei: 1360212353